# Skadi (mjesec)
Skadi (također Saturn XXVII) je prirodni satelit planeta Saturn. Vanjski nepravilni satelit iz Nordijske grupe s oko 6.4 kilometara u promjeru i orbitalnim periodom od 725.784 dana.